# Ginhart
Ginhart ist ein Weiler der Gemeinde Mengkofen im niederbayerischen Landkreis Dingolfing-Landau.

## Geographie
Ginhart liegt in der Gemarkung Mühlhausen der Gemeinde Mengkofen. Ginhart gehörte ursprünglich zur Gemeinde Asbach, die 1970 zwischen Laberweinting und Süßkofen aufgeteilt wurde. Bei der Aufteilung wurde Ginhart ebenso wie die benachbarten Einöden Furth, Heinzleck und Rauheck der Gemeinde Süßkofen zugeschlagen. Die Gemeinde Süßkofen wurde am 1. Mai 1978 nach Mengkofen eingegliedert. Seither ist Ginhart ein Gemeindeteil von Mengkofen.
Der Ort liegt jeweils etwa einen halben Kilometer entfernt von den Landkreisen Straubing-Bogen und Landshut. Nachbarorte sind im Nordosten Furth (0,65 km) und Pramersbuch (1,8 km), im Osten Rauheck (0,65 km) und Unterallmannsbach (2,2 km), im Südosten Hagenau (1,3 km), im Südwesten Gerabach (2,2 km), im Westen Mausloch (0,7 km) und Penk (3,4 km) und im Nordwesten Eckenthal (1,7 km).

## Geschichte
Der Weiler feierte bereits im Jahre 1990 das 1100. Gründungsfest und ist somit einer der ältesten Orte der Region.